# Ari Graynor
Ariel Geltman Graynor (Boston, 27 april 1983), beter bekend als Ari Graynor, is een Amerikaans actrice.

## Biografie
Ze werd in Boston geboren als dochter van Joani Geltman en Greg Graynor. Ze kreeg een Joodse opvoeding en zat op de Buckingham Browne & Nichols privéschool. Later studeerde ze af op de Trinity College in Connecticut.